# Glenn & Gloria
Glenn & Gloria var en svensk duogrupp.
Glenn & Gloria bildades 1970 av Roland "Glenn" Toepfer och Sigrun "Gloria" Krüger. De hade träffats första gången redan i början av 1960-talet på puben Peter Mynde i Stockholm, men de återsågs åter i samband med att Toepfer hade ett engagemang på Ambassadeur i Stockholm. Detta ledde till bildandet av Glenn & Gloria; Krüger lämnade sin anställning på Dagens Nyheter och blev musiker på heltid. Duon medverkade i Hylands hörna och spelade in musikalbumet Svart på vitt (1971, Telefunken SLE 14601), varefter följde en mängd framträdanden i folkparker och på restauranger. De gav senare ut EP-skivan The Golden Days (1975). Duon var verksam åtminstone till 1978.